# Eulasia genei
Eulasia genei is een keversoort uit de familie Glaphyridae. De wetenschappelijke naam van de soort is voor het eerst geldig gepubliceerd in 1848 door Truqui.